# Аманжар
Аманжар (каз. Аманжар, до 2002 г. — Вторая Пятилетка) — село в Келесском районе Туркестанской области Казахстана. Входит в состав Кошкаратинского сельского округа. Код КАТО — 515471300.

## Население
В 1999 году население села составляло 405 человек (191 мужчина и 214 женщин). По данным переписи 2009 года, в селе проживало 648 человек (324 мужчины и 324 женщины).